# Phaonia graciloides
Phaonia graciloides är en tvåvingeart som beskrevs av Ma och Wang 1985. Phaonia graciloides ingår i släktet Phaonia och familjen husflugor. Inga underarter finns listade i Catalogue of Life.